# Риссю

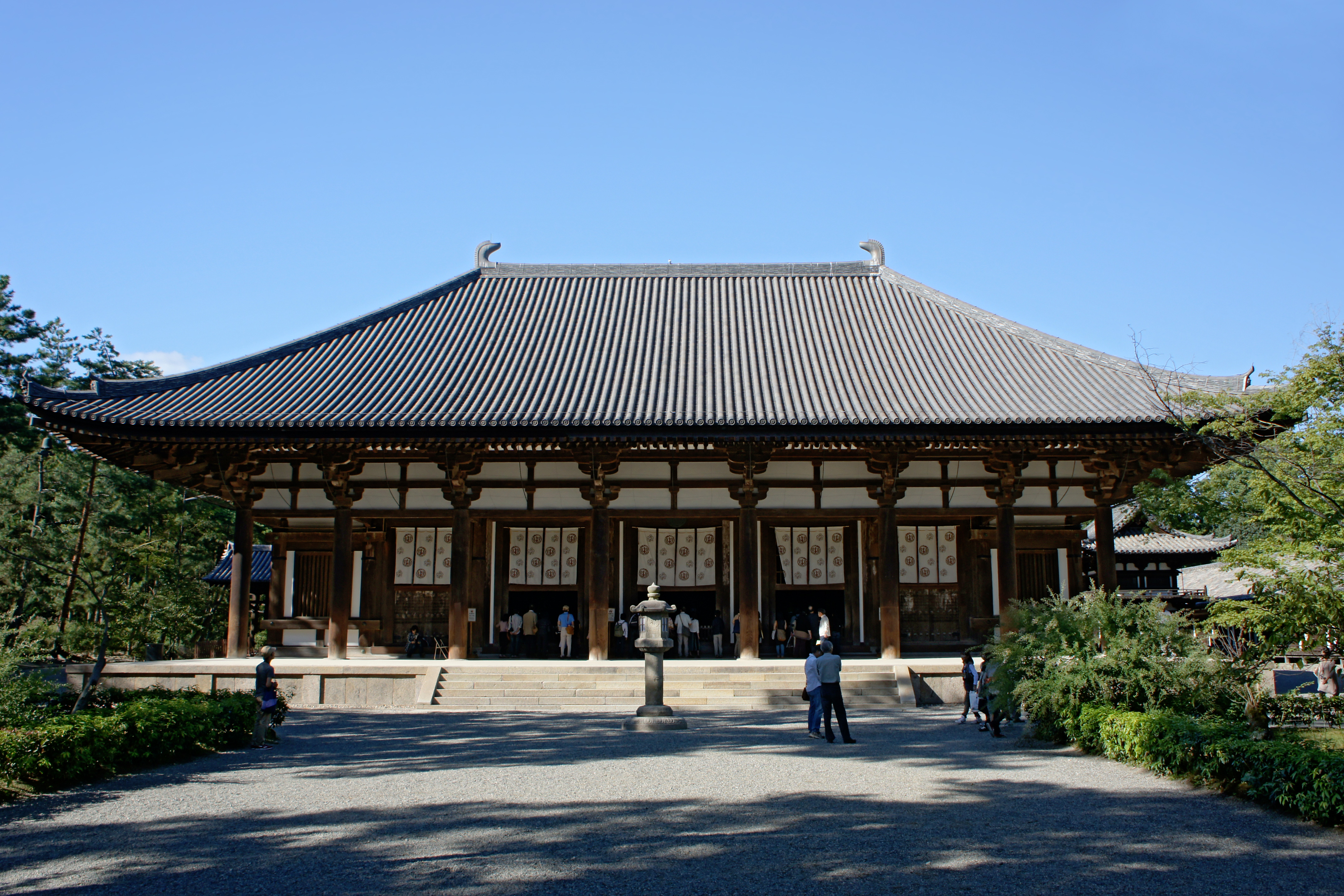
Храм Тосьодайдзі в Нара.

Риссю (яп. 律宗, «школа статуту») — школа Вінаї, одна із шести ранніх буддійських шкіл Японії, яка належить до напрямку Дгармагуптака, виникла з однойменної китайської школи Люй-цзун. Школа пов'язана з колісницею хінаяни, але не є «суто хінаяністською школою» через активне використання махаянської філософської системи Йогачари.

## Історія
Школа Риссю була заснована сліпим китайським ченцем Цзяньчженем (кит. трад. 鑒真, спр. 鉴真, піньїнь: Jiànzhēn, яп. 鑑真 Гандзін, 688—763), який прибув до Японії в 753 році.
Основна увага в ній приділялася не філософським теоріям, а строгості практичного дотримання заповідей чернечого кодексу Вінаї. У короткому варіанті налічувалося 250 заповідей для чоловіків і 348 для жінок, у повному варіанті кількість заповідей вважалася «незліченною». Наступним після чернечих заповідей орієнтиром для послідовників була практика медитації.
Ця традиція використовує Вінаю школи Дгармагуптака.
У 753 році Цзяньчжень став проповідувати своє вчення в храмі Тодай-дзі (яп. 東大寺) в Нарі, пізніше центром школи став храм Тосьодайдзі (яп. 唐招提寺), також у Нарі.[джерело?]
У період Камакура виникло декілька напрямів Риссю, що отримали назву головних храмів — Тосьодайдзі, Сайдай-дзі і Сень'ю-дзі.[джерело?]
У 1900 році указом уряду школа Риссю була передана в підпорядкування школі Сінґон.[джерело?]
На 1992 рік кількість послідовників Риссю становила 50-60 тисяч осіб, а кількість храмів, що належать школі, було понад двадцять.